# Paisochelifer callus
Paisochelifer callus är en spindeldjursart som först beskrevs av Clarence Clayton Hoff 1945.  Paisochelifer callus ingår i släktet Paisochelifer och familjen tvåögonklokrypare. Inga underarter finns listade i Catalogue of Life.